# Рекорд (радиоприёмник)

Радиола «Рекорд-314» Бердского радиозавода — пятнадцатимиллионный аппарат под маркой «Рекорд»

«Рекорд» — торговая марка ряда советских бытовых ламповых радиоприёмников и радиол, выпускавшихся с 1945 года до конца 1970-х гг. на нескольких заводах. «Рекорды» были недорогими массовыми аппаратами, выпускались в больших количествах и были одной из самых распространенных марок в свое время.

## Модельный ряд
- «Рекорд» 1945 года разработан ещё во время войны на заводе «Кузбассрадио» в г. Белово, тогда объединённом с эвакуированным заводом № 729 Наркомата связи (Александровским радиозаводом), в двух вариантах — с сетевым и батарейным питанием, как массовый, дешёвый и экономичный приемник с достаточно высокими параметрами. В 1945 году начался выпуск обоих вариантов в Белово и сетевых приемников в Александрове, куда вернулся завод № 729. В 1946 году приемник несколько модифицировали и выпускали на обоих заводах уже только с сетевым питанием («Рекорд-46»). Приёмник — пятиламповый супергетеродин с диапазонами длинных, средних и коротких волн, с питанием от сети переменного и постоянного тока напряжением 110 и 127 вольт. Выпускался в нескольких вариантах, в корпусах разного материала и оформления, с мелкими конструктивными отличиями.
- «Рекорд-47» — модернизация модели 1946 года. Выпускался с 1947 года сначала на Александровском заводе, а затем на Бердском и Петропавловском заводе имени Кирова. Питание переменным и постоянным током от сети 127 и 220 вольт. С 1949 года в Александрове и Бердске выпускался модернизированный вариант.
- Радиола «Рекорд» (1950 года) создана на базе модернизированного «Рекорд-47», с электропроигрывающим устройством для пластинок на 78 об/мин. Звукосниматель электромагнитный. Из-за особенностей примененного синхронного мотора диск проигрывателя нужно было подтолкнуть рукой, чтобы он начал вращаться. Некоторое время эти радиолы выпускали также под названием «Рекорд-50» и «Рекорд-51». Изготовитель — Бердский радиозавод.
- «Рекорд-52» (1952 год) — существенно переработанный «Рекорд-47», сохранивший, однако, внешний вид предшественника. Питание только от сети переменного тока. Бердский радиозавод.
- Радиола «Рекорд-52» (1952 год) — радиола «Рекорд» с приемной частью от «Рекорд-52». Бердский радиозавод.

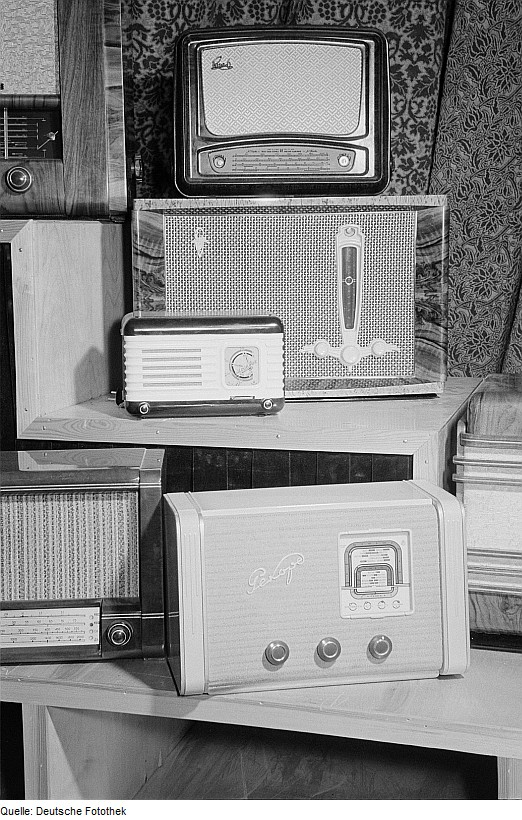
«Рекорд-53» (внизу в центре) среди других советских приемников на Лейпцигской ярмарке 1954 года

- «Рекорд-53» (1953 год) и «Рекорд-53М» (1954 год) — глубокая модернизация модели «52» с изменённым внешним видом. Супергетеродин на пяти октальных лампах, с диапазонами длинных, средних и коротких волн. Потребляемая мощность снижена до 40 Вт. Эти приёмники выпускали Бердский и Иркутский радиозаводы очень большим тиражом до начала 1960-х. В 1960 году Иркутский завод выпускал также «Рекорд-60-1М», который отличался от «53М» в основном формой корпуса.
- Радиолы «Рекорд-53» и «Рекорд-53М» выпускались в Бердске и Иркутске одновременно с одноимёнными приёмниками. ЭПУ на 78 об/мин с пьезоэлектрическим звукоснимателем и корундовой иглой.
- «Рекорд-59» (1959 год) — радиола, выпускавшаяся на Новосибирском заводе «Электросигнал», и ставшая базой для последующих моделей семейства. Приёмник на четырёх пальчиковых лампах, диапазоны ДВ, СВ и КВ, трёхскоростное ЭПУ для проигрывания долгоиграющих пластинок.
- «Рекорд-60», «Рекорд-60И» (1960 год), «Рекорд-60М» (1961 год) — радиолы Бердского завода на октальных лампах, с двухскоростным ЭПУ. Отличались наличием индикатора настройки «волшебный глаз» («60И») и внешним оформлением.